# Tag RFID
Tag RFID, nazywany również znacznikiem RFID lub transponderem. Element systemu RFID przyczepiany do identyfikowanego obiektu w postaci naklejki, plastikowych chipów,  kart plastikowych, breloczka i komunikujący się z czytnikiem.
Budowa tagu RFID
Tag RFID zbudowany jest zazwyczaj z dwóch elementów:
- mikroprocesorowego układu scalonego, który przechowuje i przetwarza informacje oraz moduluje i demoduluje sygnały o częstotliwości radiowej (RF);
- anteny do odbioru i transmisji sygnału. Jej wielkość wpływa na zasięg tagu RFID

W układzie scalonym tagu RFID wyróżnia się elementy:
- modulatora: modulującego i demodulującego sygnały radiowe,
- Kontrolera mocy: używanego do konwersji prądu przemiennego na prąd stały i zasilania układu.
- jednostkę logiczną przechowującą i wykonującą protokoły komunikacyjne.
- Pamięci przechowującą dane.

Rodzaje tagów RFID
- aktywne (bateryjne) – zawierają źródło zasilania, mogą przesyłać sygnały co pewien czas bez aktywacji,
- pasywne – działają przy użyciu energii elektromagnetycznej odebranej przez antenę,
- półpasywne (wspomagane bateryjnie) – zawierają baterię, ale nie przesyłają jak tagi aktywne sygnałów okresowych. Bateria wykorzystywana jest tylko do wyłącznie do odebrania sygnału.

Tagi RFID odbierają i wysyłają fale o częstotliwości zależnej od standardu danego systemu RFID

## Zasada działania
Czytnik poprzez antenę nadawczą wysyła falę o częstotliwości odbieranej przez antenę tagów, która zasila go na tyle, aby chip i antena przekazały informacje z powrotem do czytnika. Informacją jest zazwyczaj unikalna liczba związana z produktem, takie jak numer magazynowy, numer partii, data produkcji itp. Czytnik przekazuje te dane z powrotem do systemu (oprogramowania) RFID, w którym następuje dekodowanie danych.

## Formy tagów RFID
Tagi RFID mogą przybierać różne formy i kształty. Ze względu na:
- Czynniki środowiskowe – tag wodoodporny, wytrzymały, odporny na temperaturę, odporny na chemikalia.
- Funkcje/zastosowanie – tagi do prania, tagi do osadzania, tagi do sterylizacji w autoklawie, tagi do pojazdów, tagi o dużej pamięci.
- Materiały – metalowe przywieszki, przywieszki do mocowania na szkle.

Do najpopularniejszych typów tagów RFID należą:
- Inlay: podstawowa forma znacznika RFID, ma formę przezroczystej etykiety, na której naniesiony jest elektroniczny chip i antena. Tagi inlay mogą posiadać też warstwę kleju umożliwiającą przymocowanie znacznika do obiektu.
- Label: to etykieta RFID wykonana zazwyczaj z papieru lub tworzywa sztucznego. Na etykiecie tego typu można nadrukować dodatkowe dane np. kod kreskowy.
- Obudowa: tag RFID  umieszczony w specjalnej obudowie. Obudowa zabezpiecza układ przed działaniem czynników zewnętrznych (uderzeniami, temperaturą, wilgotnością, wodą). Obudowa może także posiadać specjalne mocowania.